# Henryk Hayden
Henryk Hayden  (auch Henri Hayden; * 24. Dezember 1883 in Warschau; † 12. Mai 1970 in Paris) war ein polnischer Maler.

## Leben
Hayden stammte aus einer wohlhabenden Kaufmannsfamilie. Ab 1902 studierte er – dem Willen der Eltern entsprechend – zunächst an der Technischen Universität in Warschau, wechselte 1905 – den eigenen Neigungen folgend – jedoch an die Warschauer Kunstakademie. Im Jahr 1907 zog Hayden, unterstützt von seinem Vater, nach Paris, wo er Unterricht an der Académie de la Palette unter Charles Guérin und Georges Devaslière nahm. Ab 1908 hielt er sich regelmäßig in der Bretagne (Le Pouldu, Pont-Aven, Doëlan) auf, in der er Władysław Ślewiński kennenlernte.
Er hatte ein enges Verhältnis zu den Kunstkritikern Adolfem Baslerem und André Salmon, die ihn förderten. Er war mit Künstlern wie Max Jacob, Henri Matisse und Pablo Picasso befreundet. 1920 besuchte er Polen. Den Kriegsbeginn verbrachte er in Südfrankreich, wo er Robert Delaunay und Samuel Beckett kennen und schätzen lernte. 1941 kehrte er nach Paris zurück.

## Werk
Seine frühen Arbeiten zeigen den starken Einfluss von Ślewiński, sie entsprechen der Schule von Pont-Aven. Von 1912 bis 1913 wurden seine Werke von den geometrischen Formen Paul Cézannes geprägt, sie erinnern bereits an einen Frühkubismus. Zwischen 1915 und 1921 malte er angelehnt an den synthetischen Kubismus (Stillleben, Musikergruppen). Ab 1922 bis 1952 sind seine Bilder im realistischen Stil gehalten (Landschaften, Porträts). Zu seinem Lebensende hin wurde der Stil der Bilder wieder kubistischer.
Hayden debütierte auf der Herbstausstellung des Pariser Salons im Jahr 1909. Er stellte noch mehrfach in dem Salon, den Independents und den Tuileren aus. Einzelausstellungen fanden in den Pariser Galerien Druet (1919), Rosenberg (1919), de l’Effort Moderne (1919), Zborowski (1923), Bernheim (1928), Zak (1928 und 1933), Drouant (1933), Pétrides (1939) und Suillerot (1953, 1957 sowie 1965) statt. Außerdem wurde er in der Londoner Waddington Gallery (1959, 1961, 1964 und 1967) gezeigt. 1959 wurden seine Werke auf einer Ausstellung französischer Kunst in den Nationalmuseen Krakau und Warschau gezeigt. Retrospektiven wurden 1960 im Musée des Beaux-Arts in Lyon, 1970 im Nationalmuseum für Moderne Kunst in Paris und 1979 im Musée des Beaux-Arts in Rennes gegeben. 1994 kam es zu einer weiteren Retrospektive im Musée d’Art Moderne in Troyes, im Folgejahr an der Hugh Lane Municipal Gallery in Dublin.